# Суперсерия 1989
Суперсерия 1989 — серия игр между командами НХЛ «Калгари Флеймз» и «Вашингтон Кэпиталз» и клубами СССР на территории Советского Союза.

## «Калгари Флеймз» — клубы СССР
| 14 сентября 1989 | \| Химик \| 2 : 4 (0:3, 1:1, 1:0) \| Калгари Флеймз \| \| 34 1-3 Яшкин (Востриков) 56 2-4 Яшкин (Зелепукин, Монаенков, бол.) \| Голы \| 1 0-1 Робертс (Юханссон) 5 0-2 Макиннис (Сутер, бол.) 15 0-3 Рэнхейм (Гилмор) 36 1-4 Грдина \| | Ленинград, СКК им. Ленина Зрителей: 14000 Судья: Б.Юханссон (Швеция), А.Павловский, М.Галиновский (СССР) |
| Составы: Химик (6 шт.м.): Червяков; Селянин — Смирнов (2), Яковенко — Басалгин, Монаенков (2) — Яшкин, Никитин; Зелепукин — Титов — Торопченко, Д.Квартальнов — Мальгин — Востриков, Яшин — Оксюта — А.Квартальнов, Трухно — Клемешов — Бердичевский (2). Калгари Флеймз (20): Вернон (Уомсли, 31); Р.Юханссон (4) — Мурзин (2), Макиннис — Сабурин (6), Маккримон — Сутер, Наттрис; Макаров — Ньюйндайк — Робертс (4), Пряхин — Гилмор — Петтерсон (2), Грдина — Флери — Рэнхейм, М.Хантер (2) — Отто — Пеплински, Т.Хантер. | | |
| Химик | 2 : 4 (0:3, 1:1, 1:0) | Калгари Флеймз                                                                                           |
| 34 1-3 Яшкин (Востриков) 56 2-4 Яшкин (Зелепукин, Монаенков, бол.) | Голы | 1 0-1 Робертс (Юханссон) 5 0-2 Макиннис (Сутер, бол.) 15 0-3 Рэнхейм (Гилмор) 36 1-4 Грдина              |

| 16 сентября 1989 | \| Сокол \| 2 : 5 (0:2, 2:2, 0:1) \| Калгари Флеймз \| \| 22 1-2 Найда (Синьков) 27 2-3 Зиновьев (Степанищев, бол.) \| Голы \| 7 0-1 Пряхин (Ньюиндайк, Маклеллан) 18 0-2 Хантер (Пеплински) 25 1-3 Мурзин (Макаров) 32 2-4 Флери (Макиннис, бол.) 57 2-5 М.Хантер (бол.) \| | Киев, Дворец спорта Зрителей: 6900 Судья: Ю.Липа (ЧССР), С.Бервенский, Н.Разумович (СССР)                                                  |
| Составы: Сокол (8): Шундров (Самойлов, 31); Овчинников (2) — Зиновьев, Годынюк (2) — Горбушин, Ширяев — Лубнин, Кровяков; Степанищев (2) — Малков — Калабухов (2), Синьков — Найда — Ботвинко, Юлдашев — Христич — Бурханов, Алипов — Василенко — Олецкий. Калгари Флеймз (14): Уомсли (Геннет, 34); Р.Юханссон (2) — Мурзин, Маккримон (2) — Сабурин, Сутер — Наттрис, Макиннис; Макаров — Ньюйндайк — Робертс, Пряхин — Гилмор (2) — Маклеллан (2), Грдина — Флери (4) — Рэнхейм, М.Хантер — Отто (2) — Пеплински, Т.Хантер. | | |
| Сокол | 2 : 5 (0:2, 2:2, 0:1) | Калгари Флеймз |
| 22 1-2 Найда (Синьков) 27 2-3 Зиновьев (Степанищев, бол.) | Голы | 7 0-1 Пряхин (Ньюиндайк, Маклеллан) 18 0-2 Хантер (Пеплински) 25 1-3 Мурзин (Макаров) 32 2-4 Флери (Макиннис, бол.) 57 2-5 М.Хантер (бол.) |

| 18 сентября 1989 | \| Крылья Советов \| 2 : 3 (0:0, 1:2, 1:0, 0:1) \| Калгари Флеймз \| \| 23 1-0 Штепа (Одинцов) 41 2-2 Хмылев (Харин) \| Голы \| 25 1-1 Т.Хантер (Ньюйндайк) 36 1-2 Т.Хантер (Гилмор) 69 2-3 Гилмор (Пряхин) \| | Москва, Дворец спорта «Лужники» Зрителей: 6000 Судья: В.Фогтлин (Швейцария), Ш.Шакиров, С.Феофанов (СССР) |
| Составы: Крылья Советов (2): Браташ; Курашов — Смирнов, Страхов — Миронов, Кузнецов — Лысенко (2); Харин — Немчинов — Хмылев, Волков — Кадыков — Золотов, Есмантович — Одинцов — Штепа, Потайчук — Кудашов — Гордиюк, Панин. Калгари Флеймз (4): Вернон; Р.Юханссон — Мурзин, Макиннис — Сабурин, Маккримон — Сутер; Макаров — Ньюйндайк — Робертс, Пряхин — Гилмор (2) — Петтерсон, Маклеллан — Флери (2)- Рэнхейм, М.Хантер — Отто — Пеплински, Т.Хантер. | | |
| Крылья Советов | 2 : 3 (0:0, 1:2, 1:0, 0:1) | Калгари Флеймз                                                                                            |
| 23 1-0 Штепа (Одинцов) 41 2-2 Хмылев (Харин) | Голы | 25 1-1 Т.Хантер (Ньюйндайк) 36 1-2 Т.Хантер (Гилмор) 69 2-3 Гилмор (Пряхин)                               |

| 20 сентября 1989 | \| ЦСКА \| 2 : 1 (0:0, 1:0, 1:1) \| Калгари Флеймз \| \| 30 1-0 Касатонов (Быков, Хомутов, бол.) 51 2-0 Чибирев (Малыхин) \| Голы \| 53 2-1 Рэнхейм (Маккримон) \| | Москва, Дворец спорта «Лужники» Зрителей: 12000 Судья: С.Мякеля (Финляндия), М.Галиновский, М.Павловский (СССР) |
| Составы: ЦСКА (16): Михайловский; Касатонов — Зубов, Кравчук (2) — Стельнов, Иванов — Гусаров (2), Малахов — Малыхин; Хомутов (2) — Быков — Каменский, Буре — Федоров (2) — Константинов (2), Коваленко (4) — Буцаев — Фимин, Костичкин (2) — Чибирев — Шастин. Калгари Флеймз (20): Вернон (Уомсли, 32); Р.Юханссон (2) — Мурзин (4), Макиннис — Нетресс, Маккримон — Сутер (2), Маккоун; Макаров — Ньюйндайк (2) — Робертс (2), Пряхин — Гилмор — Петтерсон (2), Маклеллан (4) — Отто — Грдина, М.Хантер (2) — Флери — Пеплински, Рэнхейм. | | |
| ЦСКА | 2 : 1 (0:0, 1:0, 1:1) | Калгари Флеймз                                                                                                  |
| 30 1-0 Касатонов (Быков, Хомутов, бол.) 51 2-0 Чибирев (Малыхин) | Голы | 53 2-1 Рэнхейм (Маккримон)                                                                                      |

## «Вашингтон Кэпиталз» — клубы СССР
| 15 сентября 1989 | \| «Спартак» (Москва) \| 7 : 8 (3:2, 2:2, 2:3, 0:1) \| Вашингтон Кэпиталз \| \| 2 1-0 Борщевский (Волгин) 2 2-0 Чистяков 13 3-2 Тюриков 29 4-3 Агейкин (Коротков) 38 5-4 Ткачук (Шипицын, бол.) 50 6-6 Болдин (Волгин) 59 7-7 Борщевский (Волгин) \| Голы \| 4 2-1 Ридли (Стивенс, мен.) 7 2-2 Стивенс (Хэтчер, бол.) 28 3-3 Куртнолл 35 4-4 Мей (Куртнолл) 46 5-5 Ридли (Миллер) 49 5-6 Клейнендорст 51 6-7 Корриво 64 7-8 Викенхайзер \| | Москва, Дворец спорта «Лужники» Зрителей: 10000 Судья: Б.Юханссон (Швеция), В.Бокарев, В.Козин (СССР)                                                                      |
| Составы: Спартак (6): Голошумов; Фаткуллин — Тюриков, Чистяков — Усанов (2), Фокин — Бутко; Мишуков — Шипицын — Ткачук, Маринин — Барков — Саломатин (2), Борщевский — Болдин (2) — Волгин, Агейкин — Коротков — Прохоров. Вашингтон Кэпиталз (14): Мэйсон (Колциг, 31); Юханссон — Лэнгуэй, Роуз — Стивенс, Хэтчер — Хоулдер (4), Феликс — Клейнендорст; Дрюс (2) — Ридли — Миллер, Лич — Кристиан — Пивонька, Мей — Куртнолл (2) — Хантер, Гоулд — Викенхайзер (4) — Корриво (2). | | |
| «Спартак» (Москва) | 7 : 8 (3:2, 2:2, 2:3, 0:1) | Вашингтон Кэпиталз |
| 2 1-0 Борщевский (Волгин) 2 2-0 Чистяков 13 3-2 Тюриков 29 4-3 Агейкин (Коротков) 38 5-4 Ткачук (Шипицын, бол.) 50 6-6 Болдин (Волгин) 59 7-7 Борщевский (Волгин) | Голы | 4 2-1 Ридли (Стивенс, мен.) 7 2-2 Стивенс (Хэтчер, бол.) 28 3-3 Куртнолл 35 4-4 Мей (Куртнолл) 46 5-5 Ридли (Миллер) 49 5-6 Клейнендорст 51 6-7 Корриво 64 7-8 Викенхайзер |

| 17 сентября 1989 | \| «Динамо» (Москва) \| 7 : 2 (2:0, 4:2, 1:0) \| Вашингтон Кэпиталз \| \| 15 1-0 Гальченюк (Вожаков) 19 2-0 Антипов (Ломакин) 25 3-0 Ломакин 31 4-1 Семенов (Глушенков) 33 5-1 Семак (Татаринов, бол.) 40 6-2 Татаринов (Семенов, бол.) 53 7-2 Семак (Татаринов, Леонов) \| Голы \| 27 3-1 Сиссарелли (Хантер, бол.) 37 5-2 Сиссарелли (Феликс, бол.) \| | Москва, Дворец спорта «Лужники» Зрителей: 8700 Судья: Ю.Липа (ЧССР), В.Бокарев, В.Козин (СССР) |
| Составы: Динамо (25): Мышкин (Шталенков, 58); Глушенков (4) — Федотов (4), Татаринов — Фролов, Попихин (2) — Микульчик (5), Вожаков — Юдин (2); Дорофеев — Семенов — Петренко, Ковалев — Семак — Леонов, Ломакин (4) — Антипов — С.Яшин, Жамнов (2) — Гальченюк — Хайдаров (2). Вашингтон Кэпиталз (29): Дофе (Бопре, 30); Юханссон — Лэнгуэй (2), Роуз — Стивенс (5), Хэтчер (2) — Хоулдер, Феликс — Шихи; Дрюс — Кристиан — Пивонька (2), Сиссарелли — Ридли (8) — Миллер, Мей (4) — Куртнолл — Хантер (2), Миллар (2) — Ричард — Викенхайзер (2). | |                                                                                                |
| «Динамо» (Москва) | 7 : 2 (2:0, 4:2, 1:0) | Вашингтон Кэпиталз                                                                             |
| 15 1-0 Гальченюк (Вожаков) 19 2-0 Антипов (Ломакин) 25 3-0 Ломакин 31 4-1 Семенов (Глушенков) 33 5-1 Семак (Татаринов, бол.) 40 6-2 Татаринов (Семенов, бол.) 53 7-2 Семак (Татаринов, Леонов) | Голы | 27 3-1 Сиссарелли (Хантер, бол.) 37 5-2 Сиссарелли (Феликс, бол.)                              |

«Динамо» (Рига)
| 19 сентября 1989 | \| «Динамо» (Рига) \| 1 : 2 (0:0, 0:0, 1:1, 0:1) \| Вашингтон Кэпиталз \| \| 53 1-0 Варянов \| Голы \| 53 1-1 Кристиан (Миллер) 63 1-2 Бергланд (Стивенс) \| | Рига, Дворец спорта Зрителей: 5000 Судья: В.Фогтлин (Швейцария), А.Балин, Р.Зайнутдинов (СССР) |
| Составы: Динамо (12): Ирбе; Катлапс — Чудинов, Матыцин (2) — Григорьев, Сейейс (2) — Пятанов (2), Викулов (4) — Крамской; Шашов — Варянов — Знарок, Белявский — Фандуль — Керчь, Акулинин — Витолиньш — Томанис (2), Павлов — Семеряк — Опульскис. Вашингтон Кэпиталз (10): Дофе (Колциг, 33); Хэтчер — Стивенс, Роуз — Лэнгуэй, Хоулдер — Феликс, Шихи — Клейнендорст; Сиссарелли (2) — Пивонька — Корриво (2), Кристиан — Ридли — Миллер, Лич — Куртнолл (2) — Хантер (2), Гоулд — Викенхайзер (2) — Бергланд. | |                                                                                                |
| «Динамо» (Рига) | 1 : 2 (0:0, 0:0, 1:1, 0:1) | Вашингтон Кэпиталз                                                                             |
| 53 1-0 Варянов | Голы | 53 1-1 Кристиан (Миллер) 63 1-2 Бергланд (Стивенс)                                             |

| 21 сентября 1989 | \| СКА \| 4 : 5 (3:0, 1:3, 0:2) \| Вашингтон Кэпиталз \| \| 9 1-0 Свержов (Маслов, бол.) 9 2-0 Тепляков (С.Цветков) 15 3-0 Лапшин (Лавров) 24 4-1 Дроздецкий (С.Цветков) \| Голы \| 22 3-1 Куртнолл (Кристиан, бол.) 25 4-2 Сиссарелли (Кристиан) 28 4-3 Куртнолл (Корриво) 42 4-4 Хантер (Стивенс) 58 4-5 Куртнолл (Хантер, Корриво) \| | Ленинград, СКК им. Ленина Зрителей: 8500 Судья: С.Мякеля (Финляндия), К.Комиссаров, Ш.Шакиров (СССР)                                              |
| Составы: СКА (18): Белошейкин (2); Кукушкин — Сивов (2), Шенделев (2) — Хализов, Жуков (2) — Д.Цветков (2), Алексушин; Тепляков (4) — Власов — Кравец (2), Лапшин — Лавров (2) — С.Цветков, Свержов — Маслов — В.Андреев, Дроздецкий — Беляков — Смагин. Вашингтон Кэпиталз (10): Бопре; Хэтчер (4) — Хоулдер (2), Феликс — Стивенс, Роуз (4) — Клейнендорст (2), Шихи — Лэнгуэй; Корриво — Куртнолл — Хантер, Ридли (2) — Лич — Мюллер (2), Сиссарелли (2) — Пивонька — Викенхайзер (2), Мей — Гоулд — Кристиан. | | |
| СКА | 4 : 5 (3:0, 1:3, 0:2) | Вашингтон Кэпиталз |
| 9 1-0 Свержов (Маслов, бол.) 9 2-0 Тепляков (С.Цветков) 15 3-0 Лапшин (Лавров) 24 4-1 Дроздецкий (С.Цветков) | Голы | 22 3-1 Куртнолл (Кристиан, бол.) 25 4-2 Сиссарелли (Кристиан) 28 4-3 Куртнолл (Корриво) 42 4-4 Хантер (Стивенс) 58 4-5 Куртнолл (Хантер, Корриво) |